# Villa Sagramoso
Villa Sagramoso, conosciuta anche come "il castello", si trova a Zevio, in Provincia di Verona.

## Storia

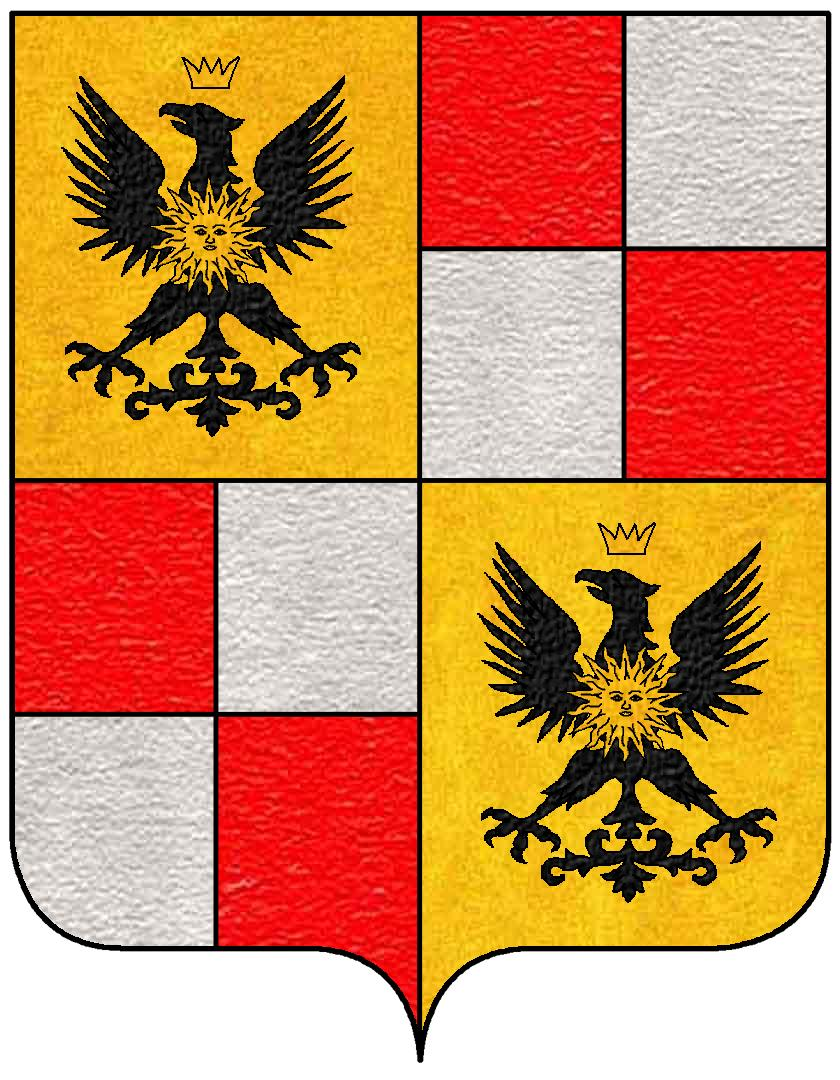
Stemma dei Sagramoso

Il territorio di Zevio, abitato già in epoca preromana da popolazioni celtiche, presenta numerose testimonianze dell'epoca romana, durante la quale l'insediamento si trovava sulla via di comunicazione verso est sulla diramazione per Montagnana-Este. È tuttavia a partire dalla seconda metà del V secolo che il territorio veronese, e Zevio con questo, assume importanza militare come fronte di difesa orientale contro le invasioni barbariche del periodo. Nonostante per un lungo periodo la linea dell'Adige avesse rappresentato la difesa definitiva per le invasioni, con l'insediamento della popolazione longobarda nel territorio veronese Zevio diventò uno degli insediamenti posti a difesa delle invasioni delle popolazioni di origine germanica nella seconda metà del Cinquecento.
Dopo i Longobardi, verso l'Ottocento, nella zona si insediarono i Gepidi, che sul finire del secolo dovettero affrontare l'arrivo degli Ungari. È proprio in questo periodo che è presumibile far risalire la rinascita del presidio militare a Zevio con la costruzione del castello. Ciononostante, la prima testimonianza pervenutaci relativa al castello di Zevio si ritrova in un atto di permuta del 976-977. Notizie successive risalgono al XII secolo, durante il quale ebbe luogo una ribellione contro Tomasino degli Erzoni o Lendinara con l'assalto del castello, che fu incendiato. Il castello ritorna poi nelle cronache relative alla contrapposizione tra Guelfi e Ghibellini che infuriò nei primi decenni del Duecento e che provocò anche la distruzione di Zevio.
Dopo la fine della dinastia scaligera al termine del XIV secolo, vi fu il dominio visconteo seguito, all'inizio del Quattrocento, dalla dominazione veneziana. Proprio durante il governo della Serenissima, tra il 1435 e 1442, venne presa la decisione di smilitarizzare il castello e l'edificio divenne una villa residenziale di proprietà della famiglia Sagramoso, una delle più antiche e potenti dinastie di Verona. Non esiste una datazione certa relativa al passaggio di proprietà, che tuttavia risulta confermato nel 1620, grazie ad un documento che attesta la richiesta da parte di un Sagramoso di demolire alcune case che impedivano la visuale davanti al castello. La villa resta possedimento della famiglia per lungo tempo e nel corso del Settecento diventa un rinomato luogo di soggiorno e svago.
Nel corso dell'Ottocento l'edificio inizia il suo declino, probabilmente dovuto alla perdita di importanza della tenuta per la famiglia Sagramoso, e nel 1868 il complesso diventa proprietà comunale. A partire da questo momento l'ampia struttura viene utilizzata per gli scopi più diversi: da abitazione privata a scuola elementare prima maschile e successivamente femminile, da teatro ad abitazione di suore, ma anche asilo e caserma dei carabinieri. A partire dal 1990 diventa la sede municipale del Comune di Zevio.

## Descrizione
Villa Sagramoso sorge nelle vicinanze di un guado in una delle anse del fiume Adige. Nonostante oggi il castello appaia come un complesso piuttosto eterogeneo, per le irregolarità del terreno ma soprattutto per le profonde modifiche apportate nel corso dei secoli, l'impianto della struttura riflette le origini militari dell'edificio. Su di un'area circoscritta da una cinta ellittica è tuttora visibile il tozzo mastio circondato da edifici di servizio.
Il complesso è formato da tre parti che si distinguono per l'epoca di costruzione e per il valore architettonico.
- La parte più antica sembra essere quella occidentale, che corrisponde all'ingresso principale della villa e che comprende un corpo a quattro e tre piani, la torre, gli interrati e il ponte in mattoni. In questa parte sono ben visibili le strette finestrelle con funzione di difesa e più ampie finestre sormontate da timpani. Grazie ad alcuni disegni risalenti al 1562 risulta evidente che a quell'epoca la struttura aveva già quest'aspetto.
- La parte centrale a due piani richiama i lavori di ampliamento dell'edificio risalenti al Settecento, che tuttavia sembra non furono portati a termine.
- Risale infine alla fine del XIX secolo la parte orientale ad un piano.

Alla fine degli anni ottanta, il complesso è stato sottoposto ad un importante intervento di recupero e di restauro conservativo, in seguito al quale è stato insediato il Municipio.
Durante la lunga storia del castello gli edifici che lo compongono sono stati più volte danneggiati, distrutti e ricostruiti. L'intera struttura ha subito numerose e importanti trasformazioni nella seconda metà del XVII secolo che hanno tuttavia mantenuto alcuni elementi retaggio dell'originaria funzione militare come il fossato, la torre, i sotterranei con copertura a volta, il ponte e il ponte levatoio. Altri elementi sono andati invece persi, come i grandi saloni interni e il giardino botanico antistante la villa, un tempo sede di un orto botanico per la sperimentazione di nuovi frutti.
Con l'insediamento della famiglia Sagramoso e l'utilizzo della villa come residenza privata, il castello divenne il centro dell'importante proprietà fondiaria della famiglia, che ne fece un rinomato luogo di soggiorno e di svago per importanti figure dell'epoca. A testimonianza di questo periodo rimane un'epigrafe posta sul lato meridionale del ponte che ricorda il matrimonio di Bianca Sagramoso con Luigi della Torre.
Sul lato orientale del corpo principale a quattro piani è ben visibile dal cortile una lapide databile intorno al Settecento con la quale si celebra il cane Pudl e le sue imprese come cane da caccia.
Fino al 1914, adiacente agli edifici della villa, esisteva una giassara (ghiacciaia). Posta nel giardino, era una struttura esterna ma dipendente dal Castello; si trattava di una costruzione in parte ipogea, poco sporgente dal terreno, in tutto simile a quelle che si trovano in Lessinia. A causa delle scarse misure igieniche il suo utilizzo venne interrotto.